# Właściwe Karpaty Południowe
Właściwe Karpaty Południowe (531) – główna część Karpat Południowych. Fragment głównego pasma Łuku Karpat rozciągający się od przełęczy Predeal na wschodzie do przełęczy Domașnea na zachodzie. 
Właściwe Karpaty Południowe stanowią drugi co do wysokości (14 szczytów przekracza 2500 m n.p.m.), a jednocześnie najwybitniejszy fragment Łuku Karpat. Dzielą się na kilka grup górskich rozdzielonych głębokimi przełomami i przełęczami: 
- 531.1 Grupa Fogaraska – między przełęczą Predeal i doliną Prahovy a Przełomem Czerwonej Wieży i Kotliną Loviștei; do 2543 m n.p.m. (szczyt Moldoveanu w Górach Fogaraskich)
- 531.2 Grupa Parângu – między Przełomem Czerwonej Wieży a Kotliną Petroșeni i przełomem Surduc; do 2519 m n.p.m. (szczyt Parângul Mare w górach Parâng)
- 531.3 Grupa Godeanu-Retezat – między Kotliną Petroșeni a Bruzdą Temesz-Czerna i przełęczą Poarta Orientală; do 2509 m n.p.m. (szczyt Peleaga w Masywie Retezat)
- 531.4 Poiana Ruscă – nieco izolowany masyw na północ od głównego łańcucha, oddzielony doliną rzeki Biștra i przełęczą Poarta de Fier a Transilvaniei; do 1382 m n.p.m. (szczyt Padeș)